# Llista de districtes de Bihar
Bihar està dividit en 28 districtes: 
| Codi | Districte                       | Capital      | Població (2001) | Àrea (km²) | Densitat (/km²) |
| AR   | Districte d'Araria              | Araria       | 2.124.831       | 2.829      | 751             |
| AU   | Districte d'Aurangabad          | Aurangabad   | 2.004.960       | 3.303      | 607             |
| BA   | Districte de Banka              | Banka        | 1.608.778       | 3.018      | 533             |
| BE   | Districte de Begusarai          | Begusarai    | 2.342.989       | 1.917      | 1.222           |
| BG   | Districte de Bhagalpur          | Bhagalpur    | 2.430.331       | 2.569      | 946             |
| BJ   | Districte de Bhojpur            | Arrah        | 2.233.415       | 2.473      | 903             |
| BU   | Districte de Buxar              | Buxar        | 1.403.462       | 1.624      | 864             |
| DA   | Districte de Darbhanga          | Darbhanga    | 3.285.473       | 2.278      | 1.442           |
| EC   | Districte de Purba Champaran    | Motihari     | 3.933.636       | 3.969      | 991             |
| GA   | Districte de Gaya               | Gaya         | 3.464.983       | 4.978      | 696             |
| GO   | Districte de Gopalganj          | Gopalganj    | 2.149.343       | 2.033      | 1.057           |
| JA   | Districte de Jamui              | Jamui        | 1.397.474       | 3.099      | 451             |
| JE   | Districte de Jehanabad          | Jehanabad    | 1.511.406       | 1.569      | 963             |
| KH   | Districte de Khagaria           | Khagaria     | 1.276.677       | 1.486      | 859             |
| KI   | Districte de Kishanganj         | Kishanganj   | 1.294.063       | 1.884      | 687             |
| KM   | Districte de Kaimur             | Bhabua       | 1.284.575       | 3.363      | 382             |
| KT   | Districte de Katihar            | Katihar      | 2.389.533       | 3.056      | 782             |
| LA   | Districte de Lakhisarai         | Lakhisarai   | 801.173         | 1.229      | 652             |
| MB   | Districte de Madhubani          | Madhubani    | 3.570.651       | 3.501      | 1.020           |
| MG   | Districte de Munghyr            | Munghyr      | 1.135.499       | 1.419      | 800             |
| MP   | Districte de Madhepura          | Madhepura    | 1.524.596       | 1.787      | 853             |
| MZ   | Muzaffarpur                     | Muzaffarpur  | 3.743.836       | 3.173      | 1.180           |
| NL   | Districte de Nalanda            | Bihar Sharif | 2.368.327       | 2.354      | 1.006           |
| NW   | Districte de Nawada             | Nawada       | 1.809.425       | 2.492      | 726             |
| PA   | Districte de Patna              | Patna        | 4.709.851       | 3.202      | 1.471           |
| PU   | Districte de Purnia             | Purnia       | 2.540.788       | 3.228      | 787             |
| RO   | Districte de Rohtas             | Sasaram      | 2.448.762       | 3.850      | 636             |
| SH   | Districte de Saharsa            | Saharsa      | 1.506.418       | 1.702      | 885             |
| SM   | Districte de Samastipur         | Samastipur   | 3.413.413       | 2.905      | 1.175           |
| SO   | Districte de Sheohar            | Sheohar      | 514.288         | 443        | 1.161           |
| SP   | Districte de Sheikhpura         | Sheikhpura   | 525.137         | 689        | 762             |
| SR   | Districte de Saran              | Chhapra      | 3.251.474       | 2.641      | 1.231           |
| ST   | Districte de Sitamarhi          | Sitamarhi    | 2.669.887       | 2.199      | 1.214           |
| SU   | Districte de Supaul             | Supaul       | 1.745.069       | 2.410      | 724             |
| SW   | Districte de Siwan              | Siwan        | 2.708.840       | 2.219      | 1.221           |
| VA   | Districte de Vaishali           | Hajipur      | 2.712.389       | 2.036      | 1.332           |
| WC   | Districte de Pashchim Champaran | Bettiah      | 3.043.044       | 5.229      | 582             |